# Muse
Muse (МФА: [mjuːz], с англ. — «муза») — британская рок-группа, образованная в 1994 году в городе Тинмут (графство Девон). Группа состоит из трёх участников: Мэттью Беллами (вокал, гитара, клавиши), Криса Уолстенхолма (бас-гитара, бэк-вокал) и Доминика Ховарда (ударные, перкуссия).
Muse выпустили свой дебютный альбом Showbiz в 1999 году, демонстрирующий фальцет Беллами и меланхоличный стиль альтернативного рока. Их второй альбом, Origin of Symmetry, вышел в 2001 году, и включил в себя более широкую инструментовку и влияние музыки эпохи романтизма, а также снискал им репутацию энергичных живых выступлений. Absolution 2003 года также подвергся дальнейшему влиянию классики, появились струнные в таких треках, как «Butterflies and Hurricanes», и альбом стал первым из семи последовательных номер один в Великобритании.
Альбом Black Holes and Revelations, выпущенный в 2006 году, включал в себя элементы электроники и поп-музыки, представленные в таких синглах, как «Supermassive Black Hole», и это принесло Muse более широкий международный успех. The Resistance 2009 года и The 2nd Law 2012 года имели в себе темы государственного угнетения и гражданского восстания. Также эти альбомы закрепили за Muse статус одного из крупнейших стадионных коллективов в мире. Их седьмой альбом, Drones, вышедший в 2015 году и возглавивший Billboard 200 в США, был концептуальным альбомом о войне дронов и вернулся к более жёсткому рок-звучанию. В их восьмом альбоме 2018 года, Simulation Theory, заметно представлены синтезаторы, на тему альбома повлияли научная фантастика и гипотеза симуляции. Их девятый альбом, Will of the People, который объединил многие жанры и темы из их предыдущих альбомов, был выпущен в августе 2022 года.
Также Muse завоевали множество наград, включая две премии Грэмми, две премии Brit Awards, пять музыкальных премий MTV Europe Music Awards и восемь премий NME. В 2012 году они получили премию Айвора Новелло за международные достижения от Британской академии авторов песен, композиторов и прозаиков. По состоянию на июнь 2016 года было продано более 30 миллионов альбомов по всему миру.

## История

### Формирование и ранние годы (1992—1997)
В начале девяностых годов Мэттью, Доминик и Крис играли в разных коллективах в Тинмутской школе. Формирование Muse началось после того, как Мэттью Беллами стал гитаристом в группе Доминика Ховарда. Они попали в трудную ситуацию, когда их второй гитарист Phys Vandit решил уйти. Тогда они попросили своего близкого друга Криса Уолстенхолма научиться играть на бас-гитаре. С тех пор группа сменила большое количество названий, таких как: Gothic Plague, Carnage Mayhem, Fixed Penalty и Rocket Baby Dolls (последнее упоминается в клипе на сингл с альбома «Simulation Theory» 2018 года — «Pressure»), прежде чем стать Muse (перечисление абстрактное, сведения в разных интервью отличаются друг от друга).
В 1994 году Muse выиграли местную «Битву групп», разрушив в процессе выступления своё оборудование (они были «единственной настоящей рок-группой»). Вскоре после этого они решили не поступать в университет, а погрузиться в музыкальную среду. Они сменили название на Muse и начали выступать в местных клубах вроде «The Cavern» в Эксетере.

### Первые EP и Showbiz (1998—2000)

Логотип Muse, вошедший в обиход главным образом после выпуска мини-альбома Muse в 1998-м

После нескольких лет формирования столичной фан-базы Muse отыграли свои первые концерты в Лондоне и в Манчестере. Группа встретилась с Деннисом Смитом, владельцем Sawmills (звукозаписывающая студия в переоборудованной мельнице в Корнуолле, в Юго-Западной Англии), и заключила с ним контракт.
Эта встреча привела Muse к их первым настоящим записям и выпуску силами соумиллского лейбла Dangerous EP «The Muse» с лицом Дома на обложке. Их второй EP Muscle Museum, выпущенный в январе 1999, включал две версии заглавной композиции и песни «Sober», «Uno», «Unintended» и «Instant Messenger». Релиз привлёк внимание влиятельного британского музыкального журналиста Стива Ламака. Ламак, также DJ на Radio One, первым поставивший Muse на национальном радио, вспоминает: «Это была одна из тех записей, которые не вписываются в рамки того, что звучит везде. Она немедленно получила прекрасные отклики слушателей».
Сами Muse, хоть и не отрицают влияния, изо всех сил стремятся утвердить свою самостоятельность. Беллами говорит: «Я много мотался по Европе после того, как окончил колледж. Хорошо подвергаться множеству влияний, помимо нескольких узких трендов, которыми довольствуется подавляющее большинство людей».
Позднее Деннис Смит основал музыкальную компанию Taste Media специально для Muse (группа осталась с ней на три первых альбома). Это было большой удачей для группы, так как позволило сохранить их индивидуальность звучания раннего периода карьеры. Вопреки успеху первых EP британские рекорд-компании отказывались поддержать Muse, будучи озабоченными тем, что звучание Muse напоминало Radiohead (времён The Bends).
Тем не менее американский лейбл Maverick Records организовал группе несколько выступлений в США, прежде чем подписать их в конце 1998 года. По возвращении группы в Великобританию Taste Media заключила сделки с различными лейблами в Европе и Австралии. К работе над первым альбомом Muse — Showbiz — был привлечён Джон Леки, который продюсировал вышеупомянутый The Bends, The Stone Roses и The Verve. Альбом отразил агрессивно-лиричный стиль группы, а его тексты содержали множество ссылок на трудности, которые им пришлось преодолеть, чтобы утвердиться в Тинмуте. После выхода альбома группа отправилась в тур на разогреве у групп Foo Fighters и Red Hot Chili Peppers.

### Origin of Symmetry (2001—2002)

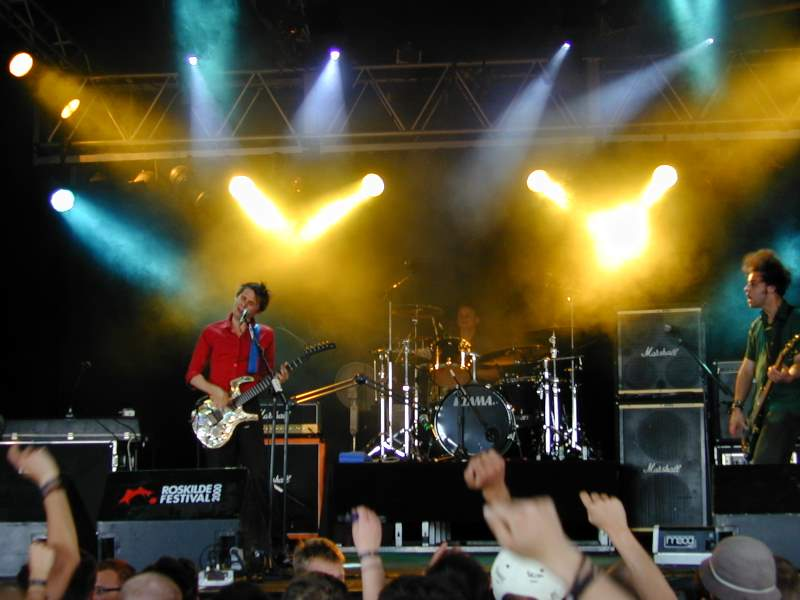
Выступление Muse на фестивале в Роскилле в Дании, июль 2000 года

С ноября 2000 г. Muse опять начали наведываться в студию вместе с продюсерами Джоном Корнфильдом и Полом Ривом. Сначала было записано три-четыре песни, но потом группа сменила продюсера, и помогал доделывать альбом уже американец Рич Кости.
Во время производства этого альбома музыканты экспериментировали с различными инструментами, такими, как церковный орган и меллотрон. В звуке было больше знаменитого фальцета Беллами, агрессивных гитарных линий и клавишных. На альбоме явно заметен переход от бури эмоций, которые наполняли предыдущий альбом Muse, к более взвешенным и тонким лирически-депрессивным настроениям. Наиболее вероятным представляется, что у Мэтта возникли проблемы с самоидентификацией в результате резко возросшей популярности. Известно лишь, что Мэтт осознавал то изменение звучания альбома, которое в итоге вышло, и очень переживал по поводу того, как его воспримут слушатели.
Maverick посчитали, что фальцет Беллами неблагоприятен для выпуска альбома на радио, и потребовал изменить некоторые песни для релиза альбома в США. Группа отказалась и оставила лейбл, из-за чего альбом был наконец выпущен в США только 20 сентября 2005, после того как Muse заключили контракт с Warner.
Muse выпустили концертный DVD, Hullabaloo, с записью двух последовательных концертов в Le Zenith в Париже в 2001 году. Выпущенный в то же время на двух CD альбом с тем же названием содержал бисайды и аудиозапись концерта в Le Zenith.
В феврале 2006 журнал Q поместил Origin of Symmetry на 74-е место в списке 100 величайших альбомов планеты.

### Absolution (2003—2005)

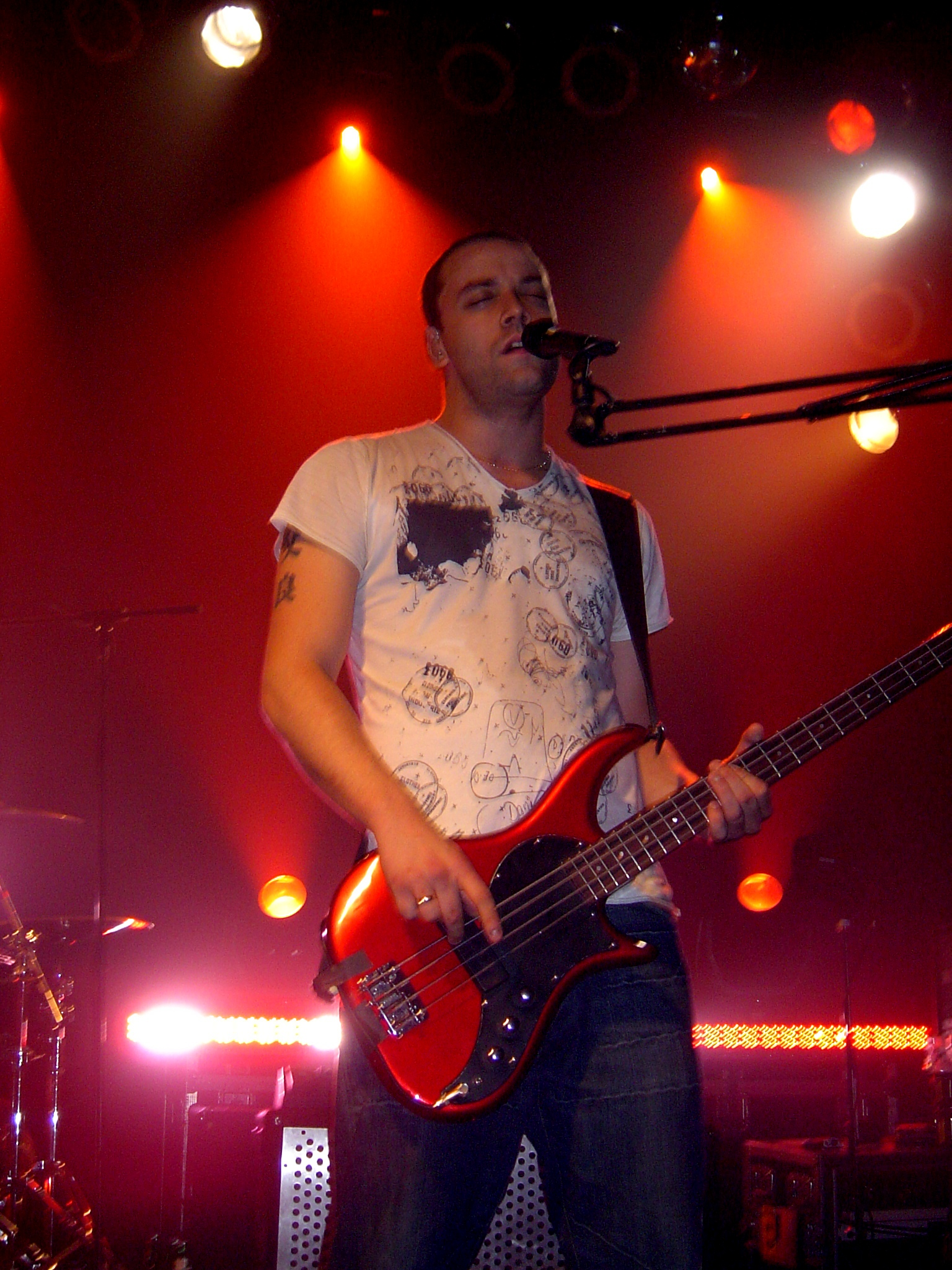
Крис Уолстенхолм исполняет в Mod Club Theatre (Торонто) в 2004-м. Международный тур Absolution впервые с 1999 года включал выступления в Северной Америке.

Absolution (продюсер Рич Кости) был выпущен в 2003 году и дебютировал на первой строчке британского чарта. Многие песни с этого альбома — «Time Is Running Out», «Hysteria», «Sing for Absolution», «Butterflies and Hurricanes» — стали хитами.
Альбом изначально планировалось записать поднимающим настроение, с мощным оркестровым сопровождением. Однако произошло несколько событий, в результате которых все сильно изменилось. Формально, если верить сайту MuseAndaMuse, причиной было нападение США и Британии на Ирак, что привело к решению группы сделать более апокалиптичное и трагичное звучание. Для этого были перемикшированы некоторые оркестровые партии с целью притушевать их и добавить драматичности. Более реальным является просто смена настроений Мэтта и непрекращающиеся депрессии. Кстати, в этот же период некоторые профессиональные музыкальные издания называют Muse «лучшим концертирующим рок-составом планеты», забыв на время первенство U2 в этой категории.
Muse отправились в свой первый тур по стадионам планеты длительностью около года, в течение которого музыканты посетили Австралию, Новую Зеландию, США, Канаду и Францию. Было выпущено пять синглов («Time Is Running Out», «Hysteria», «Sing for Absolution», «Stockholm Syndrome» и «Butterflies and Hurricanes»). Американская часть тура началась несколько неудачно, поскольку Беллами поранил себе лицо во время концерта в Атланте.
Muse стали хедлайнерами фестиваля Гластонбери в июне 2004. Беллами назвал этот концерт «лучшим живым выступлением в нашей жизни». Однако удача была омрачена тем, что отец Дома, Билл Ховард, присутствовавший на фестивале, умер от сердечного приступа сразу после окончания концерта. «Это было почти нереально, что час спустя его отец умер. Это казалось неправдоподобным. Мы потратили много времени, пытаясь поддержать Дома. Я думаю, его утешало то обстоятельство, что по крайней мере его отец увидел один из лучших моментов нашего творчества».
Muse вскорости возобновили свой тур. Они выиграли две награды MTV Europe, включая номинацию «лучшая альтернативная группа» и Q Award в номинации «лучший концерт». Группа завершила тур в январе 2005. 12 декабря 2005 был выпущен DVD Absolution Tour, содержавший съёмку лучших концертов от Гластонбери 2004 до концертов на London Earls Court, стадионе «Уэмбли» и в Wiltern Theatre в Лос-Анджелесе. Две песни, «Endlessly» и «Thoughts Of A Dying Atheist», были сняты на стадионе «Уэмбли». Единственная песня с альбома, которой нет на этом диске — «Falling Away With You», так как она никогда не исполнялась на концертах до настоящего времени.

### Black Holes and Revelations (2006—2008)

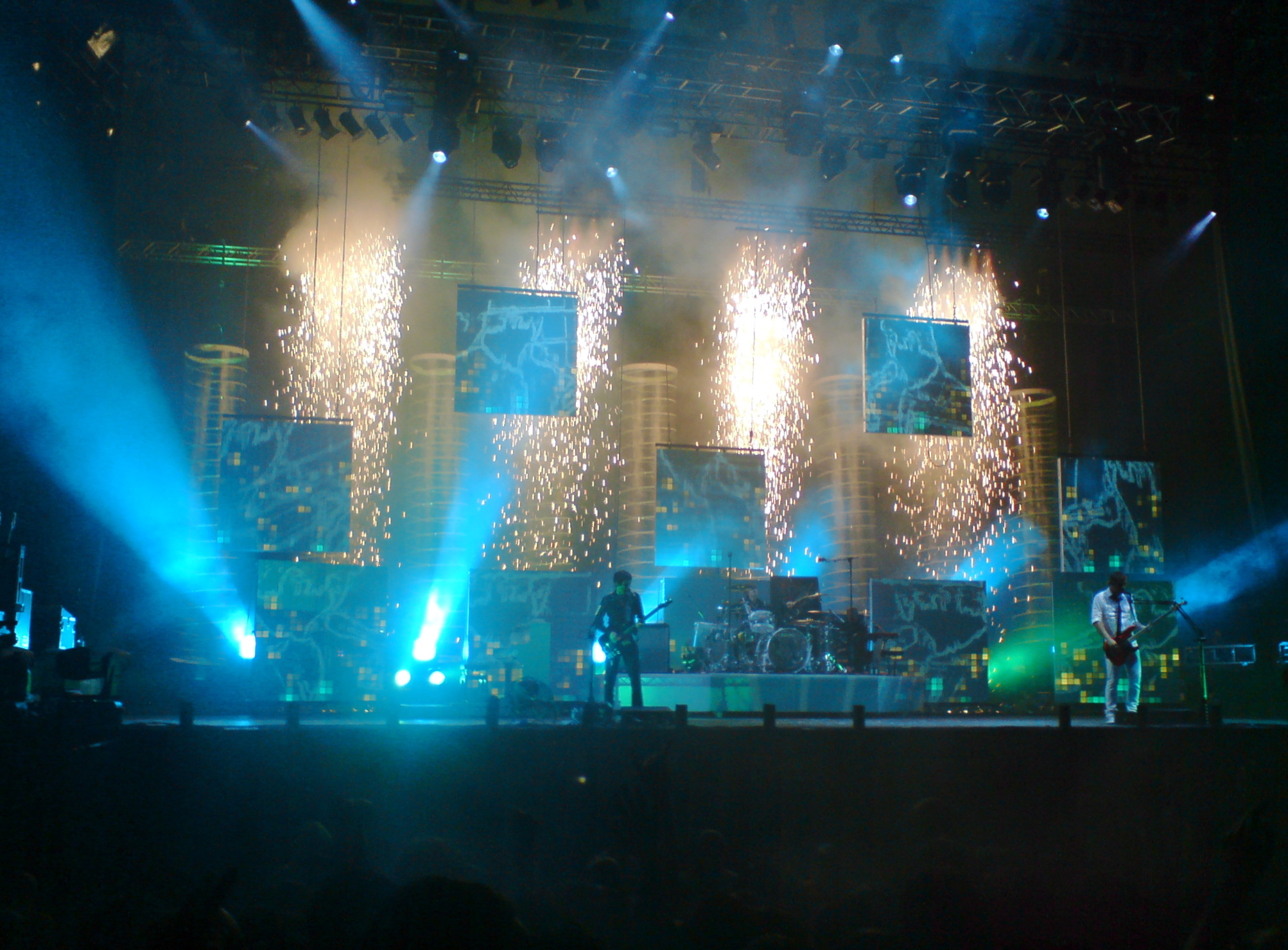
Исполнение песни «Starlight» на фестивалях Рединг и Лидс 28 августа 2006 года

2 июля 2006 г. Muse выпустила 4-й студийный альбом Black Holes and Revelations. Этот диск стал одним из самых успешных за всю историю группы: в первую же неделю продаж он разошёлся тиражом более ста тысяч экземпляров. Альбом был выпущен в Японии 28 июня 2006, в Европе 3 июля 2006 и в Северной Америке 11 июля 2006, и покорил вершины британского и многих других европейских чартов. В США альбом дебютировал на девятой строчке чарта Billboard 200. Black Holes and Revelations стал платиновым, будучи проданным в Европе более чем миллионным тиражом.
Первый сингл с альбома, «Supermassive Black Hole», был выпущен как звуковая загрузка 9 мая 2006 и сопровождался клипом, снятым Floria Sigismondi. 4 сентября 2006 был выпущен второй сингл, «Starlight». «Knights of Cydonia» был выпущен как сингл для радио в США 13 июня и в Великобритании 27 ноября 2006 года.

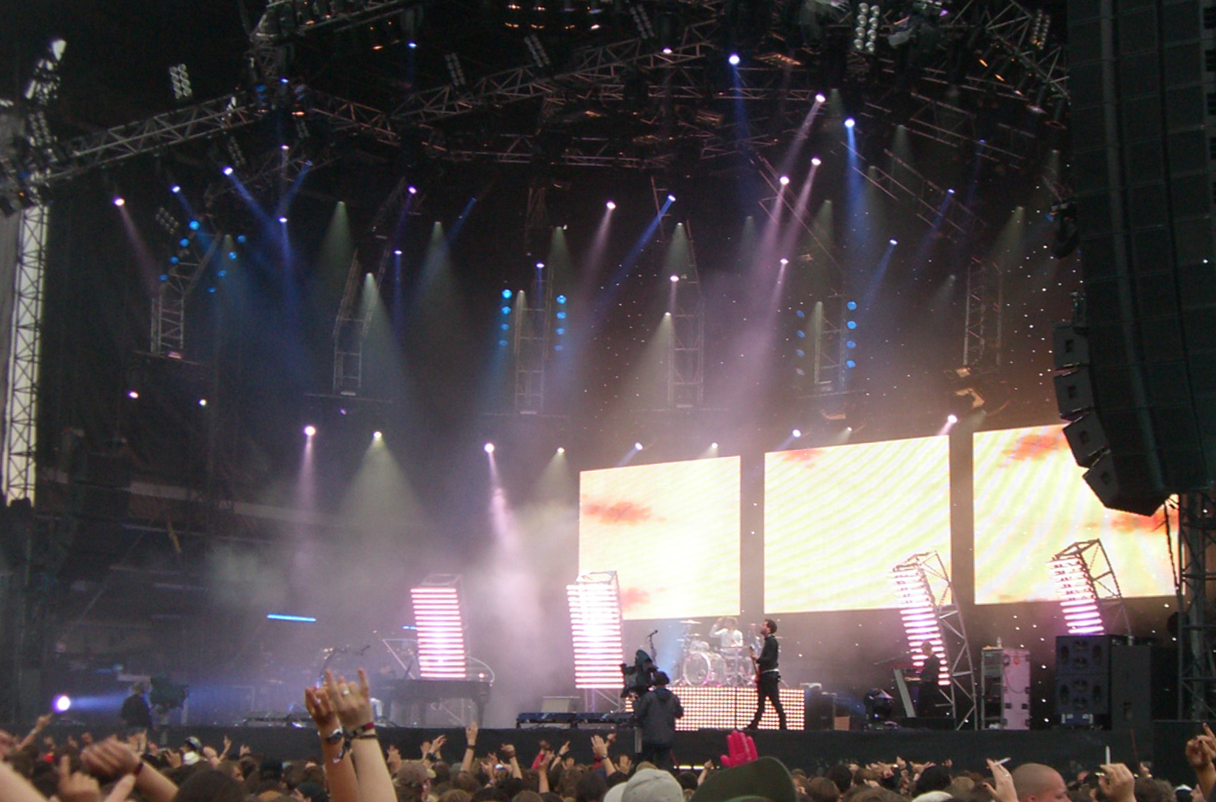
Muse на фестивале «Rock Am Ring» (Германия) в 2007-м

Тур группы начался с Северной Америки. После последнего из летних фестивалей начался тур по Европе, включавший большое количество выступлений на аренах Великобритании. Тур продолжился концертами в Австралии, Новой Зеландии и Юго-Восточной Азии в начале 2007 года и возвратился в Англию грандиозными концертами, первыми на восстановленном стадионе «Уэмбли» 16 и 17 июня. Оба концерта были записаны и вышли на альбоме HAARP, выпущенном 17 марта 2008 года в Великобритании и 1 апреля в США. Название взято от американской научно-исследовательской программы HAARP, изучающей возможность контроля над ионосферой.
В августе группа вернулась в США, где играла в Madison Square Garden в Нью-Йорке. В октябре они выступили в Лас-Вегасе вместе с Rage Against the Machine, Daft Punk, и Queens of the Stone Age. Тур был продолжен посещением России, где было дано два концерта в Москве и Санкт-Петербурге.
В 2008 также было дано много концертов. В марте группа выступила в Африке — Йоханнесбурге и Кейптауне, а также в Дубае. Muse сыграли на фестивале «Рио Лисбоа» 6 июня вместе с Kaiser Chiefs, The Offspring и Linkin Park.

### The Resistance (2009—2011)

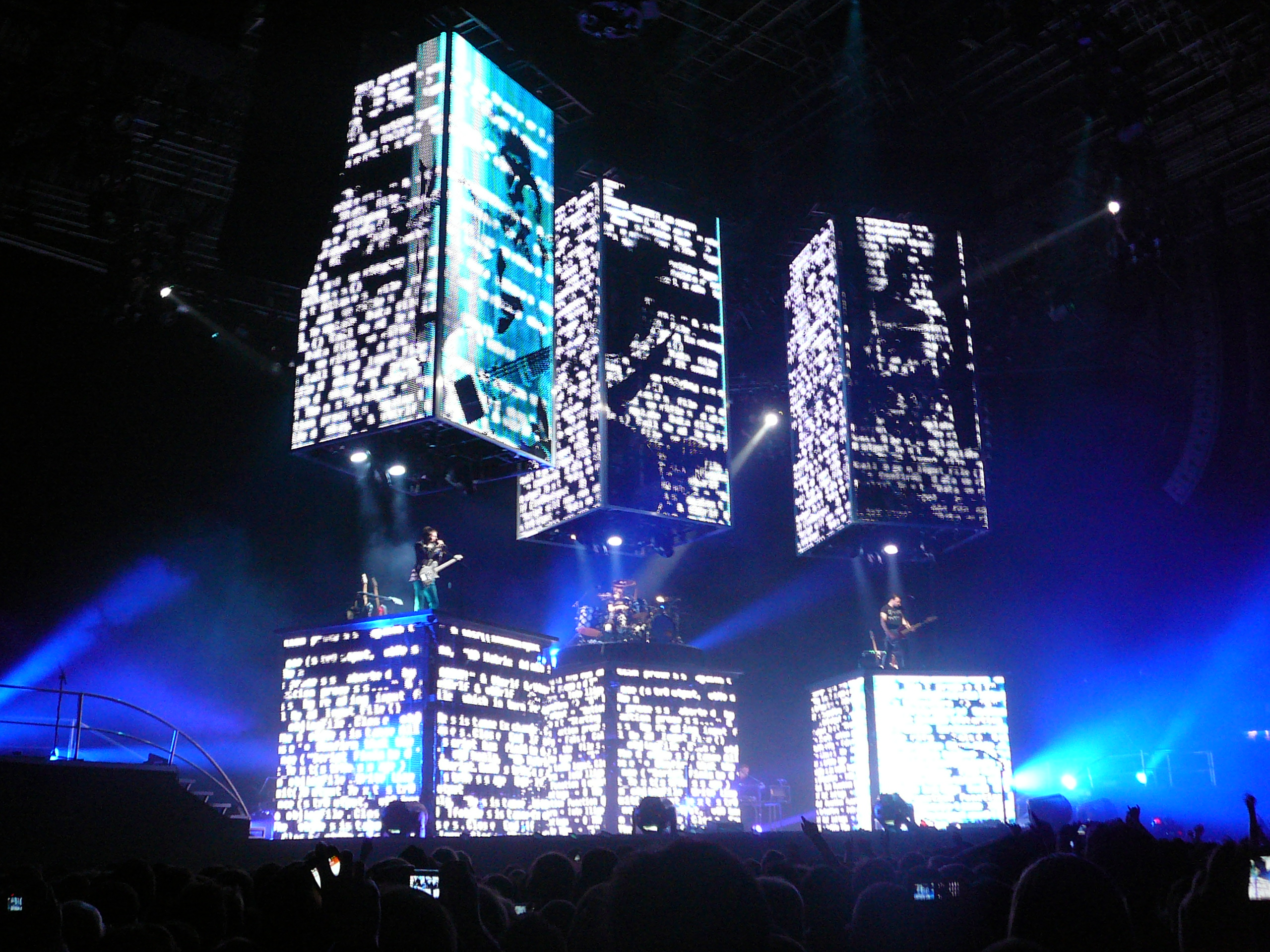
Исполнение «The Resistance» на National Indoor Arena в Бирмингеме, 10 ноября 2009 года

В интервью, данном журналу «Rock Mag» в мае 2008 и опубликованном в июльском номере, Беллами подтвердил информацию о начале работы над новым альбомом. Часть песен должна была звучать в электронном или танцевальном ключе, часть — быть скорее симфонической или классической. Музыканты даже пригласили оркестр для записи. Также Мэттью заявил, что для достижения большей свободы в звучании они будут продюсировать альбом самостоятельно.
The Resistance был выпущен 11 сентября в Италии, Германии, Австралии и Бенилюксе, 14 сентября в Великобритании и 15 сентября в США и Канаде. Это — первый альбом, который был спродюсирован самой группой. Сведением занимался Марк Стент. За первую неделю была продана 451 тысяча копий альбома, что стало рекордом для группы и для Великобритании вообще в этом году. The Resistance дебютировал на первой строчке в чартах 19 стран и достиг третьей строчки в американском чарте. Это был лучший результат, чем у предыдущего альбома. Первый сингл, «Uprising», вышел неделей раньше.
К настоящему моменту выпущено четыре сингла из этого альбома — «Uprising», «Undisclosed Desires», «Resistance» и «Exogenesis: Symphony».

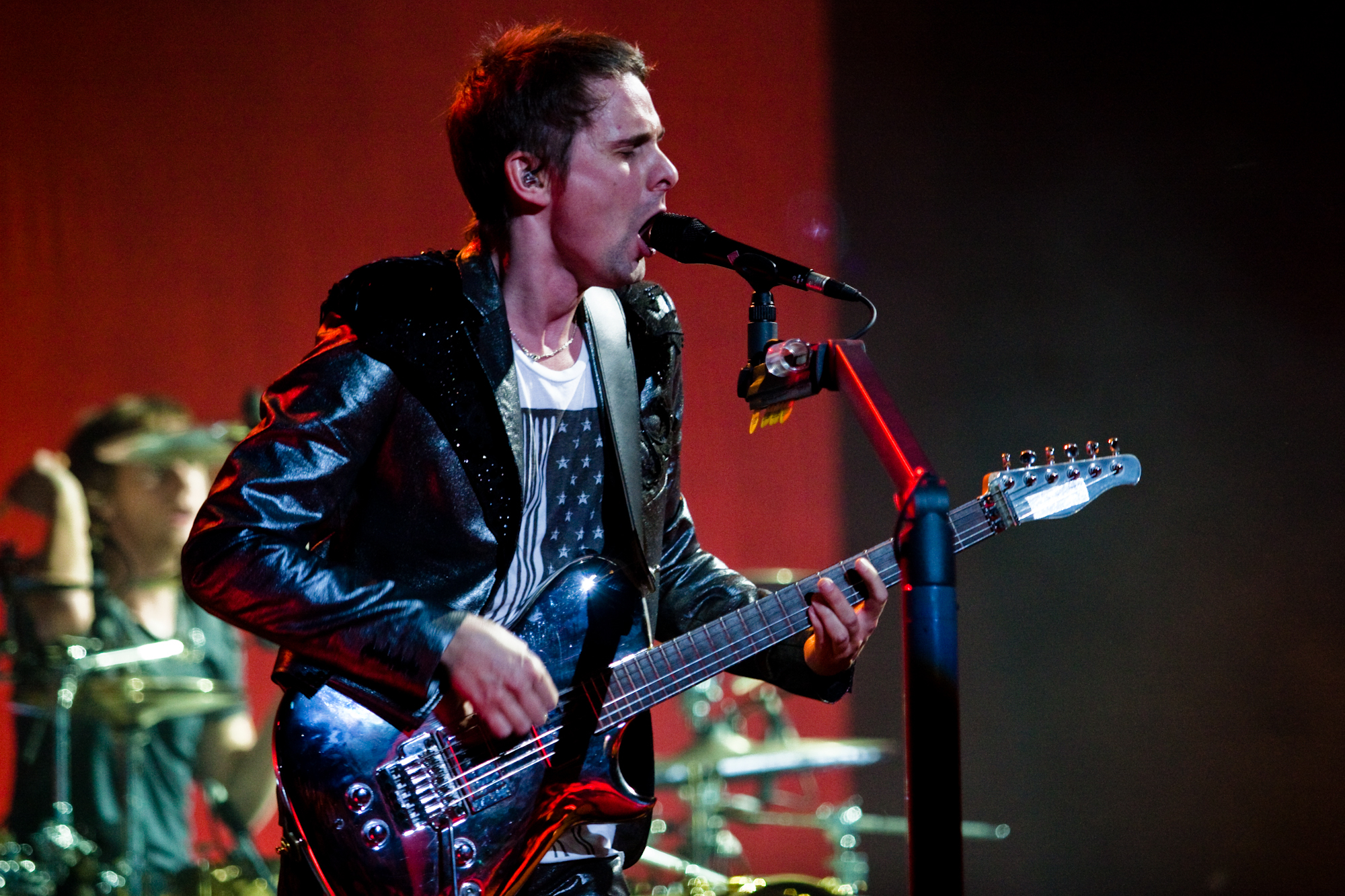
Выступление Беллами на «Оракл-арене» в Окленде,Калифорния, 12 декабря 2009 года

Resistance-тур группы начался концертом 22 октября 2009 года на Hartwall Arena в Финляндии. Объехав всю Европу за осенние месяцы, музыканты после новогодних праздников приняли участие в австралийском фестивале Big Day Out. В феврале-апреле Muse отправились в тур в Америке. После короткого отдыха, который завершится 25 мая небольшим концертом в Париже, начнется масштабный фестивально-стадионный летний тур группы, в рамках которого они станут участниками многих фестивалей, в том числе Rock in Rio, Coachella, Гластонбери-2010, Coke Live Festival. В обслуживании тура участвуют 320 человек. Также известно, что выступления будут проводиться на пирамидальной сцене размером около 60 м в ширину и 45 м в глубину.
17 мая вышел новый сингл под названием «Neutron Star Collision (Love Is Forever)». Эта песня стала саундтреком к новому фильму «Сумеречной Саги» «Сумерки. Сага. Затмение».
Песня «Uprising» звучит в трейлере нового фильма Джеймса Мэнголда «Рыцарь дня», главные роли в котором исполняют Том Круз и Камерон Диас. А композиция «Exogenesis: Symphony Part I» звучит в рекламном трейлере нового аромата от Dior, Dior Homme, трейлер которого снял Гай Ричи.
Зимой и весной 2011 году Muse гастролировала по Латинской Америке, России и Украине. 20 мая 2011 года группа сыграла в Санкт-Петербургском СКК, 22 мая — в Москве, в спорткомплексе Олимпийский, 24 мая — в киевском Дворце Спорта.

### The 2nd Law (2012—2013)

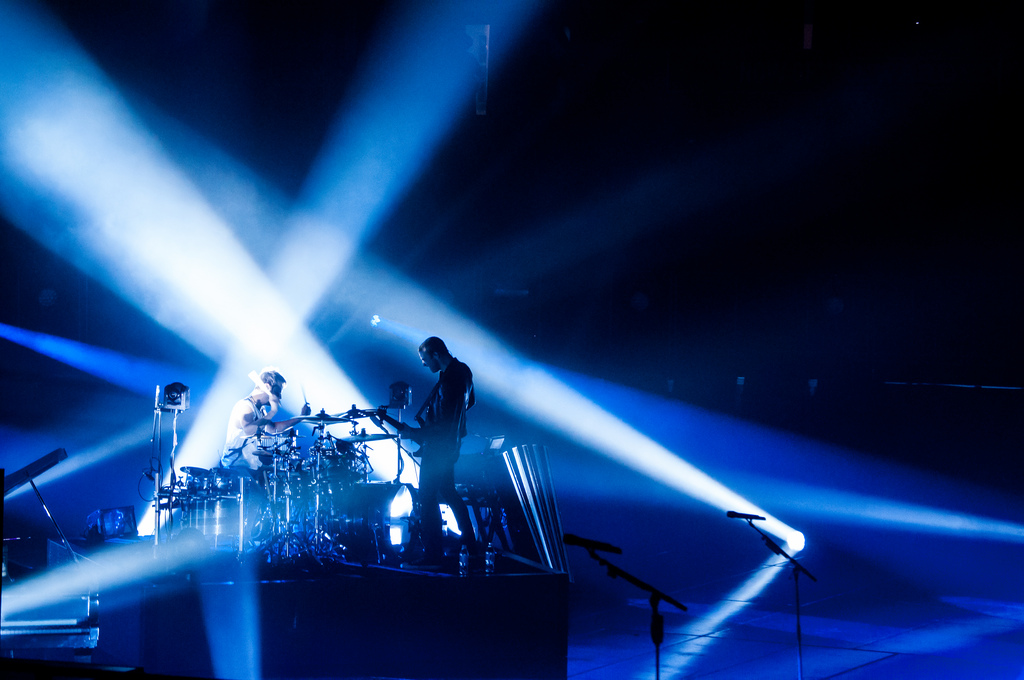
Выступление Muse в Air Canada Centre, Торонто, 10 апреля 2013 года во время тура The 2nd Law World Tour

В мае 2011 коллектив заявил о намерениях выпустить новый альбом в 2012 году, отметив, что Беллами уже демонстрировал Ховарду и Уолстенхолму первые идеи песен. В интервью для радио BBC Radio 1 бас-гитарист сообщил, что группа собирается начать запись нового альбома в сентябре 2011-го. Также они утверждают, что новый альбом будет не похож на предыдущие пять, «это будет что-то новенькое». В конце февраля на своей официальной странице в Твиттере группа выложила фотографию с записи нового альбома и подтвердила, что запись новой студийной пластинки идёт по плану и его выход ожидается осенью. Шестого июня 2012 на официальном канале YouTube появился трейлер шестого альбома, а в конце июня стало известно о том, что официальным гимном летних Олимпийских игр в Лондоне станет композиция «Survival», которая войдёт в новый альбом. 13 июля группа представила трек-лист альбома. В интервью журналу New Musical Express группа объявила о выходе следующего сингла «Madness». 1 августа в официальном сайте была выложена обложка альбома. The 2nd Law был официально выпущен 1 октября 2012 года.

### Drones (2014—2017)
Muse начали писать свой седьмой альбом вскоре после концерта в Риме. Группа почувствовала, что электронная сторона их музыки становится слишком доминирующей, и захотела вернуться к более простому рок-звучанию. После самостоятельного продюсирования двух предыдущих альбомов группа наняла продюсера Роберта Джона «Матта» Ланге, чтобы они могли сосредоточиться на исполнении и тратить меньше времени на сведение и рецензирование дублей. Запись проходила в Ванкуверской студии Warehouse с октября 2014 по апрель 2015 года.

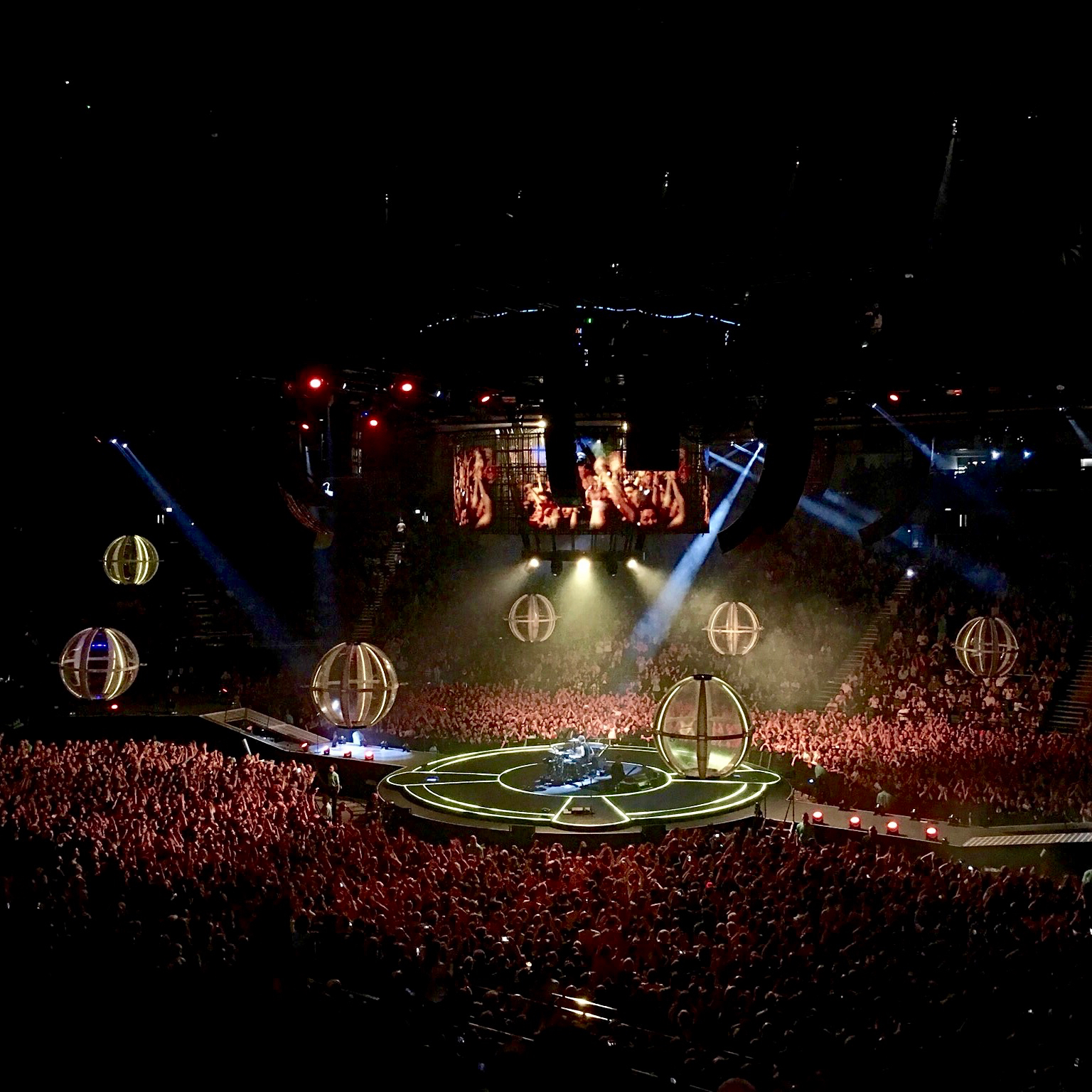
Muse на сцене O_{2} Арены в Лондоне в апреле 2016 года, в рамках мирового тура в поддержку альбома Drones

Muse анонсировали свой седьмой альбом, Drones, 11 марта 2015 года. На следующий день они выпустили лирическое видео на промосингл «Psycho» на своем канале в YouTube, и сделали песню доступной для мгновенного скачивания при предварительном заказе альбома. Ещё один сингл, «Dead Inside», был выпущен 23 марта.
С 15 марта по 16 мая Muse отправились в короткий тур по небольшим площадкам Великобритании и США, Psycho Tour. Живые исполнения новых песен с этих концертов включены в DVD, сопровождающий альбом, вместе с бонусными студийными кадрами. 18 мая 2015 года Muse выпустили лирическое видео на сингл «Mercy» на своем канале в YouTube и сделали песню доступной для мгновенного скачивания при предварительном заказе альбома.
Drones был выпущен 8 июня 2015 года и возглавил альбомные чарты Великобритании, США, Австралии и большинства крупных рынков. Muse стали хэдлайнерами Lollapalooza в Берлине 13 сентября 2015 года. 15 февраля 2016 года Drones выиграли премию Грэмми за лучший рок-альбом на 58-й церемонии вручения премии Грэмми. 24 июня Muse в третий раз выступили хэдлайнерами фестиваля Гластонбери, став первым коллективом, выступавшим хэдлайнерами каждого дня фестиваля (пятница, суббота и воскресенье). 30 ноября 2016 года было объявлено, что Muse станут хэдлайнерами Reading and Leeds 2017.
В рамках турне в поддержку альбома Drones 21 июня 2016 года группа Muse выступила с единственным концертом в Москве в СК «Олимпийский».

### Simulation Theory (2017—2021)

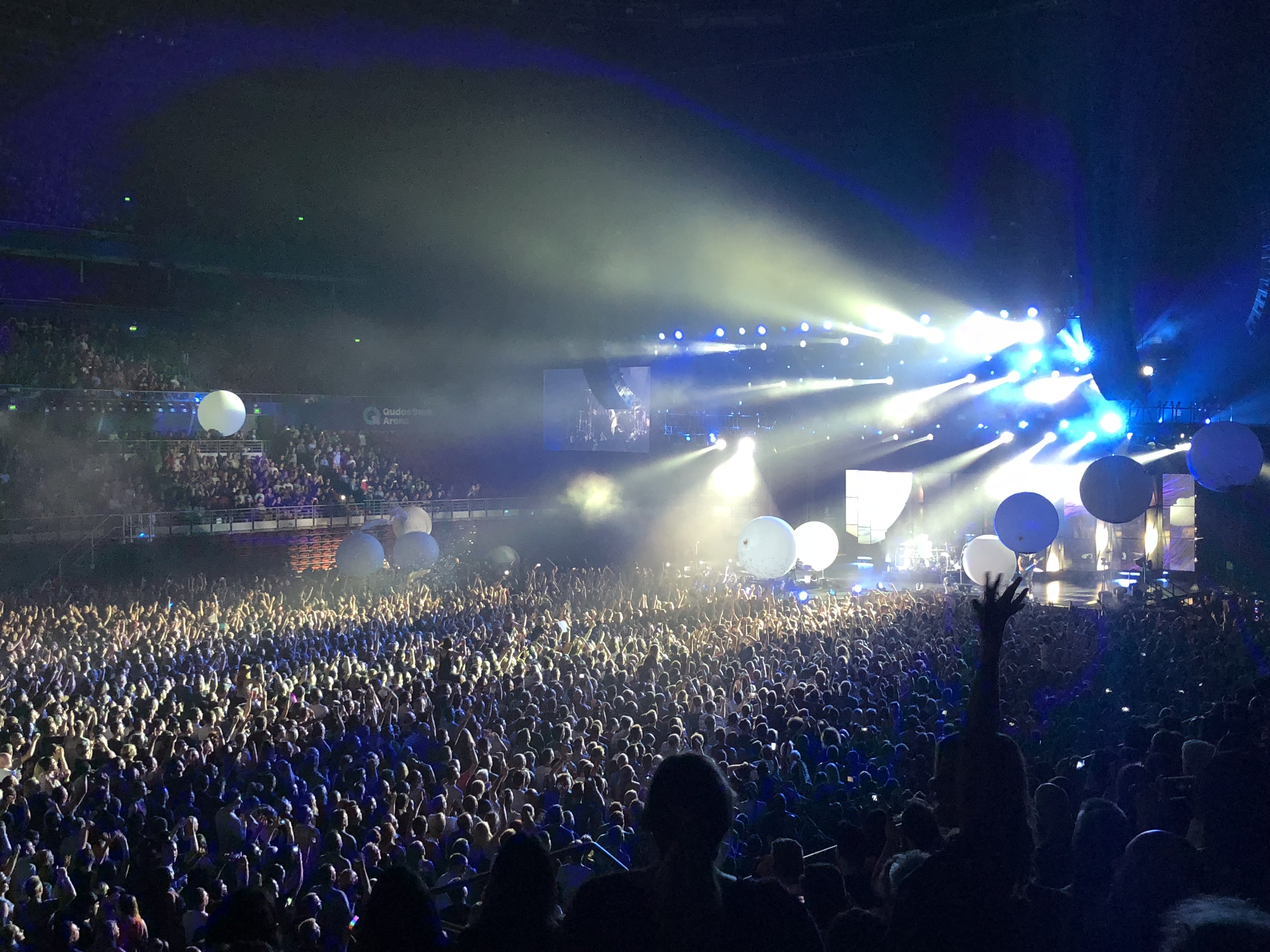
Выступление Muse в Сиднее, Австралия, декабрь 2017 года

В 2017 году Muse совершили турне по Северной Америке при поддержке Thirty Seconds to Mars и PVRIS. 18 мая они выпустили «Dig Down», первый сингл со своего восьмого альбома. В ноябре они выступили на фестивале BlizzCon. «Thought Contagion», второй сингл, был выпущен 15 февраля 2018 года, в сопровождении музыкального видео в стиле 1980-х годов. В июне, Muse открыли фестиваль Rock In Rio. 24 февраля они отыграли шоу в La Cigale во Франции, сет-лист был выбран фанатами онлайн, затем последовало шоу в Shepherd’s Bush Empire, Лондон, на котором они играли в основном старый материал и би-сайды.
19 июля 2018 года Muse выпустили третий сингл со своего грядущего альбома под названием «Something Human», за которым 30 августа последовали «The Dark Side» и «Pressure» 27 сентября. 9 ноября Muse выпустили свой восьмой студийный альбом, Simulation Theory, с акцентом на синтезаторы в стиле 80-х. Мировое турне в поддержку альбома началось в Хьюстоне 3 февраля 2019 года и завершилось 15 октября в Лиме. Фильм, основанный на альбоме и туре, Muse — Simulation Theory, сочетающий концертные кадры и повествовательные сцены, был выпущен в августе 2020 года.
В декабре 2019 года Muse выпустили Origin of Muse, бокс-сет, включающий ремастированные версии альбомов Showbiz и Origin of Symmetry, плюс ранее неизданный материал. К 20-летию Origin of Symmetry в июне 2021 года Muse выпустили ремикшированную версию, Origin of Symmetry: XX Anniversary RemiXX.

### Will of the People (с 2022)

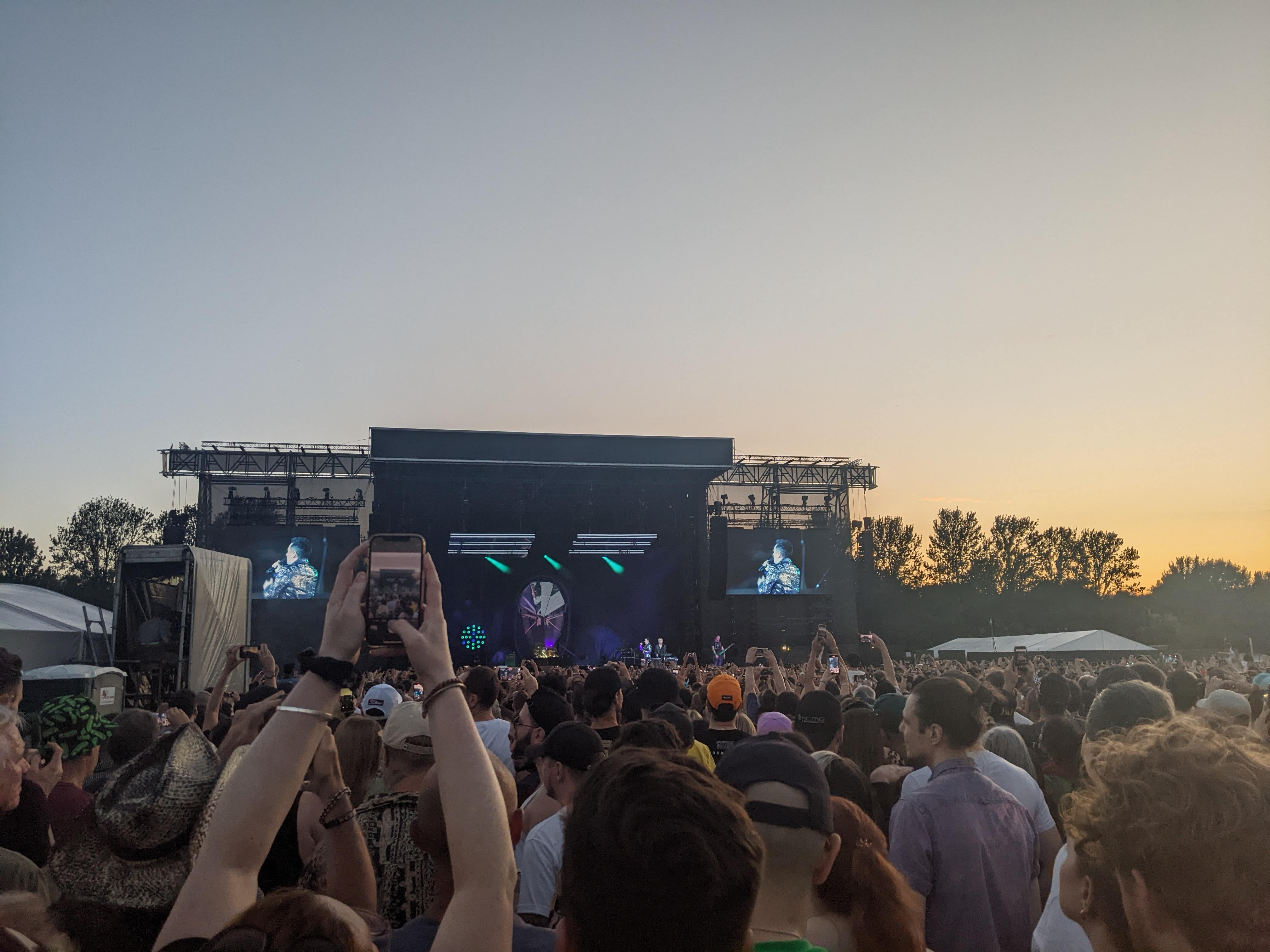
Выступление Muse в Милтон-Кинсе, Англия, июнь 2023 года

13 января 2022 года Muse выпустили сингл «Won’t Stand Down», который ознаменовал возвращение к их более тяжёлому раннему звучанию. 9 марта Muse разместили 35-секундный клип на различных платформах социальных сетей, изображающий, как сносят большие бюсты участников группы. 17 марта Muse анонсировали свой девятый альбом Will of the People с датой выхода 26 августа 2022 года. В преддверии релиза Muse выпустили синглы «Compliance», «Will of the People», «Kill or Be Killed» и «You Make Me Feel Like It’s Halloween».
Мировое турне в поддержку альбома началось в апреле 2022 года. Гастролирующий участник Muse Морган Николлс был заменен Дэном Ланкастером на дополнительных клавишах, перкуссии, гитаре и вокале.
17 ноября 2023 года Muse выпустили переиздание альбома Absolution, посвященное его 20-летию, включающее бонус-треки, концертные записи и демо-версии.

## Музыкальный стиль
Muse описывается как группа, сочетающая альтернативный рок, прогрессивный рок, спейс-рок, хард-рок, арт-рок, электроник-рок, прогрессив-метал, инди-рок и поп. Muse также смешивают звуки таких жанров, как электроника и современный ритм-н-блюз, с такими формами, как классическая музыка и рок-опера. В 2002 году Беллами описал Muse как «дрянную тройку». Он сказал, что поддержка Red Hot Chili Peppers на их Californication 1999 года оказала влияние и вдохновила Muse стать менее сдержанными и «повысить уровень игры» в своих выступлениях.
В 2006 году Pitchfork описали музыку Muse как «в глубине души старую добрую: прогрессивный хард-рок, который отказывается от каких-либо претензий на сдержанность… в их песнях используются мощные гитары и громоподобные барабаны, напоминающие шаги Бога». AllMusic описал их звучание как «сплав прогрессивного рока, глэма, электроники и экспериментов под влиянием Radiohead». Говоря об ассоциации группы с прогрессивным роком, Ховард сказал: «У меня [прогрессивный рок] ассоциируется с 10-минутными гитарными соло, но я думаю, что мы как бы попадаем в эту категорию. Многие группы довольно амбициозны в своей музыке, смешивая множество разных стилей — и когда я вижу это, я думаю, что это здорово. Я заметил, что такого рода вещи становятся всё более популярными».
Для своего второго альбома, Origin of Symmetry, Muse стремились создать «более тяжелое», более агрессивное звучание. Их третий альбом, Absolution, содержит выдающиеся струнные аранжировки и черпает вдохновение у таких артистов, как Queen. На их четвёртый альбом Black Holes and Revelations оказали влияние такие исполнители, как Depeche Mode и Lightning Bolt, а также азиатская и европейская музыка, такая как Naples music. Во время записи альбома группа слушала радиостанции Ближнего Востока. Гитарист Queen Брайан Мэй похвалил Muse в 2009 году, назвав их «экстраординарными музыкантами», которые «позволяют проявляться своему безумию, что всегда хорошо для артиста».
Шестой альбом Muse, The 2nd Law, имеет более широкий спектр влияний, начиная от фанка и саундтреков к фильмам и заканчивая электроникой и дабстепом. На The 2nd Law оказали влияние такие рок-группы, как Queen и Led Zeppelin (на песню «Supremacy»), а также дабстеп-продюсеры Skrillex и Nero (на «The 2nd Law: Unsustainable» и «Follow Me», причем последняя песня была сопродюсирована Nero), Майкл Джексон, Стиви Уандер (на «Panic Station», где представлены музыканты, выступавшие на «Superstition» Стиви Уандера) и Ханс Циммер. В альбом вошли две песни с текстами, написанными и спетыми басистом Уолстенхолмом, который написал о своей борьбе с алкоголизмом.
Мэттью Беллами также признавался, что является поклонником творчества американской группы Deftones. Риффы из их песен («Headup», «My Own Summer (Shove it)» и «Bored») Muse периодически исполняют во время своих концертов.

### Музыкальность
Многие песни Muse узнаваемы по вокальному вибрато, фальцету и мелизматическому пению Беллами под влиянием Джеффа Бакли. Как пианист, Беллами часто использует арпеджио. Композиции Беллами часто напоминают или цитируют композиторов эпохи поздней классики и романтизма, таких как Сергей Рахманинов (в песнях «Space Dementia» и «Butterflies and Hurricanes»), Камиль Сен-Санс (в песне «I Belong to You») и Фридерик Шопен (в песне «United States of Eurasia»). Как гитарист, Беллами часто использует арпеджиатор и эффекты изменения высоты тона для создания более «электронного» звучания, ссылаясь на Джими Хендрикса и Тома Морелло в качестве источников влияния. На его игру на гитаре также повлияла латиноамериканская и испанская гитарная музыка; Беллами сказал: «Я просто думаю, что музыка действительно страстная… в ней так много чувства и изюминки. Я провел важные периоды своей жизни в Испании и Греции, и там происходили разные глубокие вещи — влюбленность и тому подобное. Так что, возможно, это где-то затерлось».
Басовые партии Уолстенхолма служат мотивом для многих песен Muse; группа сочетает бас-гитару с эффектами и синтезаторами для создания насыщенных басовых тонов. Беллами и Уолстенхолм используют контроллеры с сенсорным экраном, часто встроенные в их инструменты, для управления синтезаторами и эффектами, включая пэды Kaoss и педали Digitech Whammy.

### Тексты песен
Большинство ранних песен Muse в лирическом плане касались интроспективных тем, включая отношения, социальное отчуждение и трудности, с которыми столкнулись участники группы, пытаясь утвердиться в своем родном городе. Однако с прогрессом группы концепции их песен стали более амбициозными, затрагивая такие проблемы, как страх перед эволюцией технологий в их альбоме Origin of Symmetry. В основном они касаются апокалипсиса в альбоме Absolution и катастрофической войны в Black Holes and Revelations. The Resistance был посвящен темам государственного угнетения, восстания, любви и панспермии. Сам альбом был в основном вдохновлен романом «1984» Джорджа Оруэлла. Их шестой студийный альбом The 2nd Law посвящен экономике, термодинамике и апокалиптическим темам. Их альбом 2015 года Drones — концептуальный альбом, в котором автономные дроны-убийцы используются как метафора промывания мозгов и потери эмпатии.
Книги, повлиявшие на лирические темы Muse, включают «1984», «Исповедь экономического убийцы» Джона Перкинса, «Гиперпространство» Митио Каку, «Двенадцатая Планета» Захария Ситчина, «Тайная власть» Джима Маррса и «Транс-формирование Америки» Кэти О’Брайен.

## Состав группы

### Официальный состав
- Мэттью Беллами (англ. Matthew James Bellamy) — вокал, гитара, клавишные, клавитара.
- Кристофер Уолстенхолм (англ. Christopher Tony Wolstenholme) — бас-гитара, Misa Kitara (MIDI-контроллер, созданный в 2011 году), губная гармоника, синтезатор, контрабас, бэк-вокал, вокал
- Доминик Ховард (англ. Dominic James Howard) — ударные, перкуссия, биты, синтезатор.

### Сессионные музыканты
- Дэн Ланкастер — клавишные, гитара, бэк-вокал, перкуссия (2022—н. в.).
- Морган Николлз — клавишные, семплы, бэк-вокал, перкуссия, гитара, бас (2004, 2006—2009, 2009—2022).
- Алессандро Кортини — клавишные, семплы, бэк-вокал, перкуссия (2009).
- Пол Рив — бэк-вокал на Showbiz и Absolution.
- Джеклайн Норри — скрипка на Origin of Symmetry.
- Сара Герберт — скрипка на Origin of Symmetry.
- Клэр Финнимор — альт на Origin of Symmetry.
- Кэролайн Лэвелл — виолончель на Origin of Symmetry.

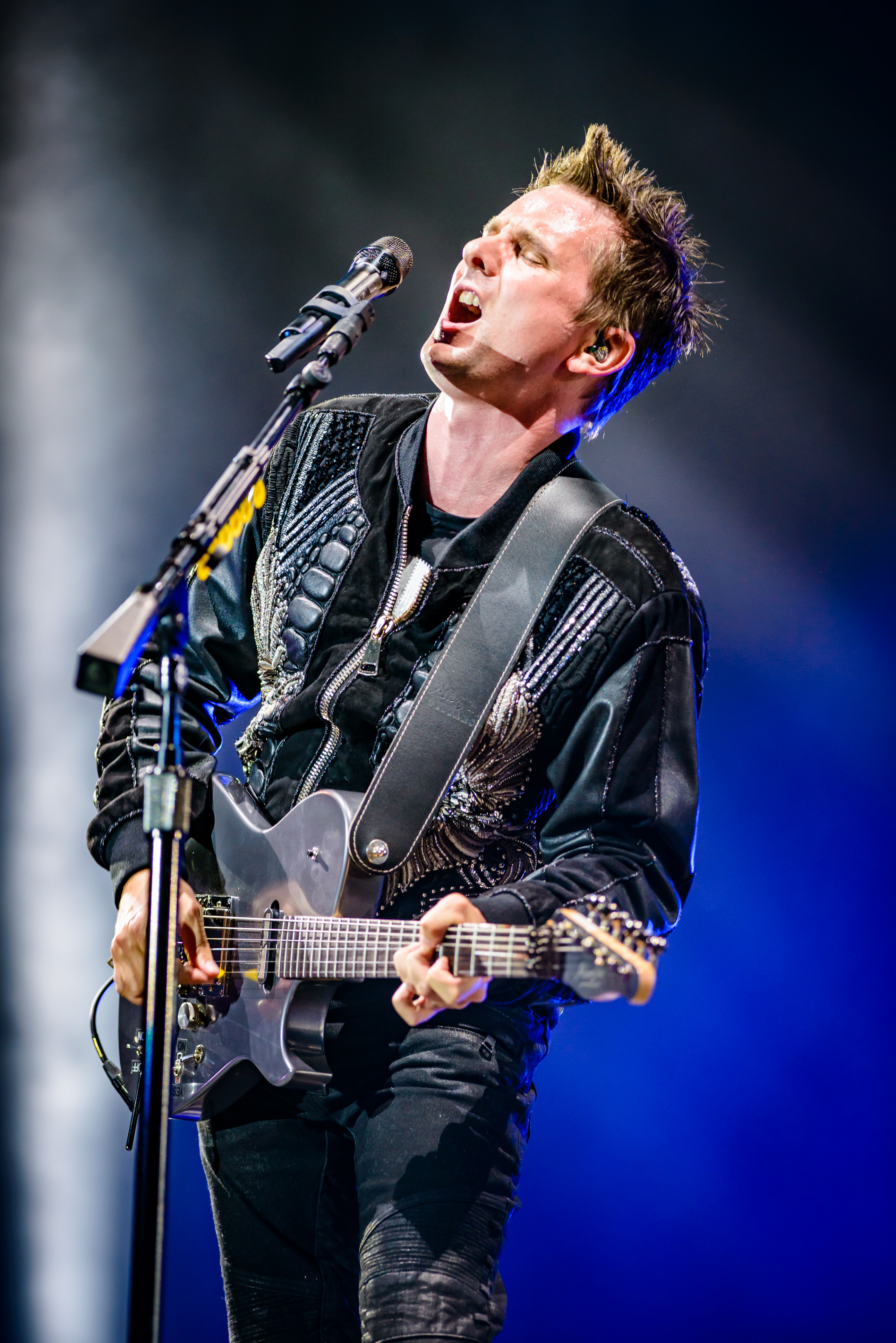
Мэттью Беллами
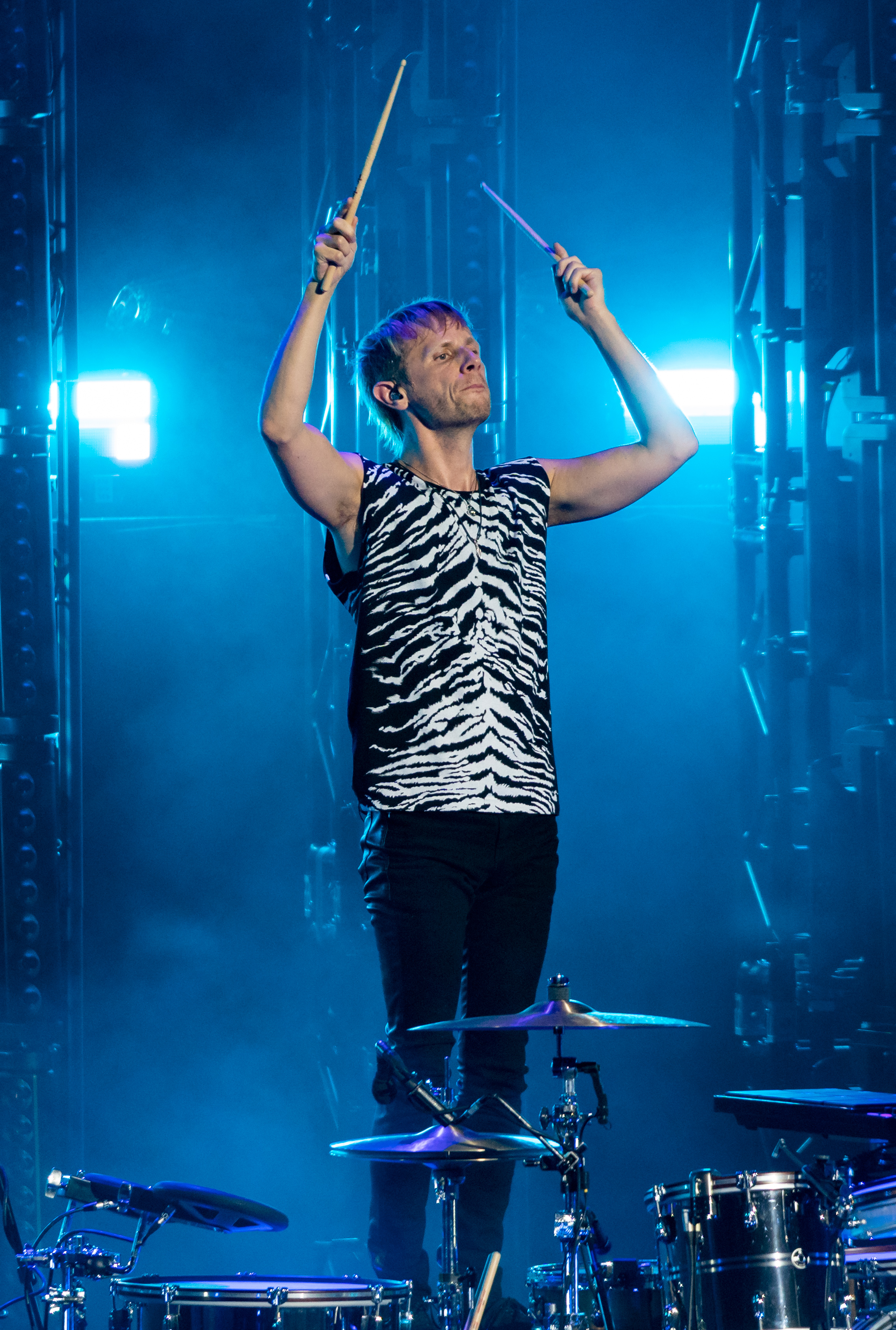
Доминик Ховард
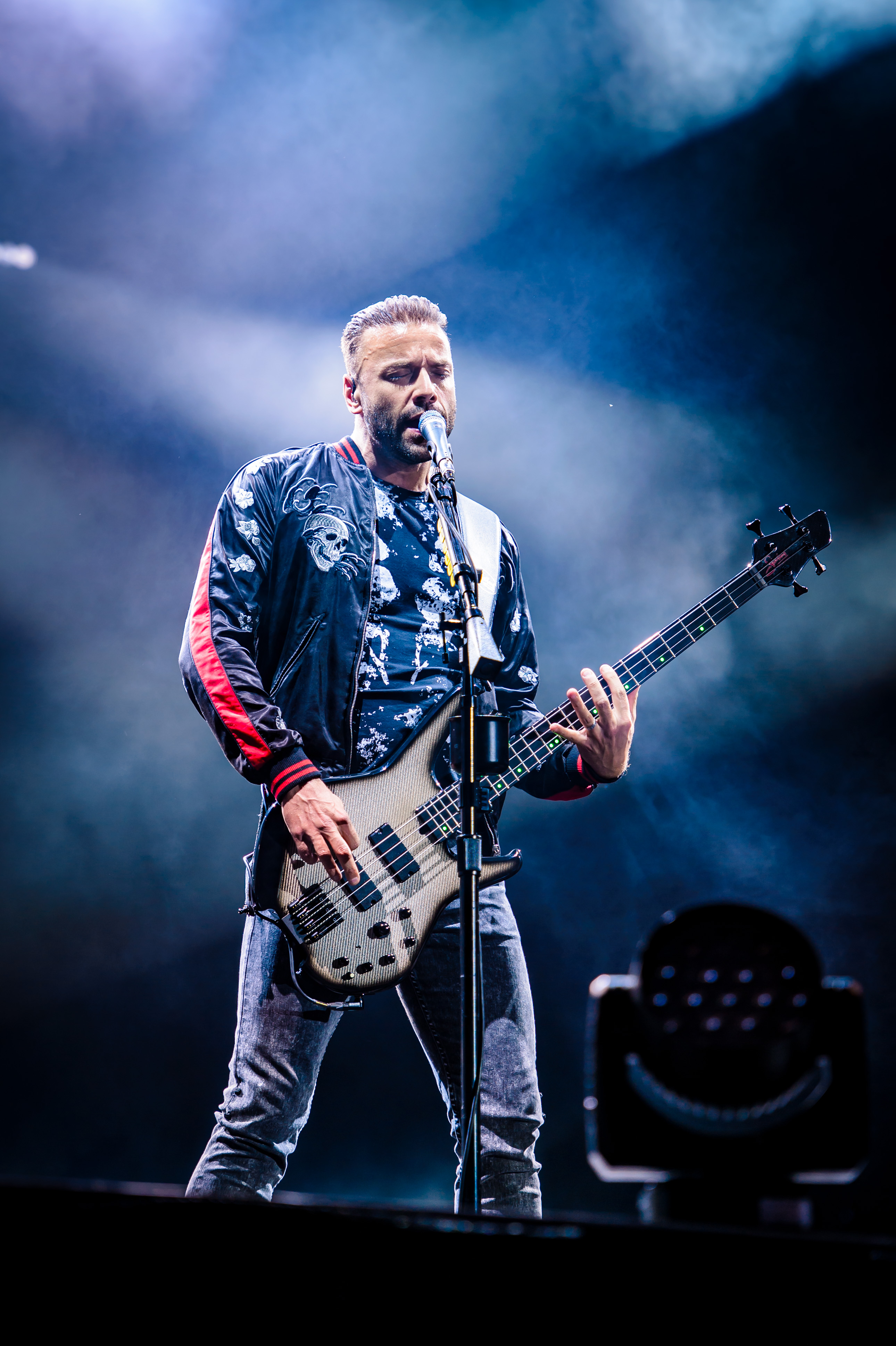
Крис Уолстенхолм

## Дискография
- 1999 — Showbiz
- 2001 — Origin of Symmetry
- 2003 — Absolution
- 2006 — Black Holes and Revelations
- 2009 — The Resistance
- 2012 — The 2nd Law
- 2015 — Drones
- 2018 — Simulation Theory
- 2022 — Will of the People

## Награды
Muse была восемь раз номинирована в Brit Awards, дважды став победителем; оба раза в категории «Best Live Act», в 2005 и снова в 2007. Группа также четыре раза побеждала в MTV Europe Music Awards, в номинациях «Best Alternative Act» в 2004 и 2006 и «Best UK & Irish Act» в 2004 и 2007. Альбом Black Holes And Revelations победил в номинации «Best British Album» на Brit Awards и был признан лучшим альбомом MTV Europe Music Awards и NME Awards. NME Awards награждали группу в номинациях «Best Live Band» в 2005, 2008 и 2009 годах; «Best British Band» в 2007, 2010, 2011; «Best New Band» в 2000 и «Best Festival Headliner» в 2018 году. Q Awards также награждали музыкантов как выдающихся живых исполнителей; группа победила в номинации «Best Live Act» в 2003, 2004, и 2006, а в 2009 триумфально взяла верх в номинации «Best Act in the World Today». В целом Muse получили за свою историю 37 наград из более чем 100 номинаций.
Также 25 сентября 2008 года Мэттью Беллами, Доминик Ховард и Крис Уолстенхолм были награждены Плимутским университетом степенью почетных докторов искусств.
В октябре 2010 года читатели журнала Total Guitar в ходе голосования признали группу Muse авторами лучшего гитарного риффа первого десятилетия XXI века. Рейтинг лучших риффов нулевых возглавила композиция «Plug In Baby» из альбома Origin of Symmetry 2001 года. Muse также попали на пятое место этого списка с композицией «Knights of Cydonia».
13 февраля 2011 года Muse получили одну из самых престижных музыкальных наград Grammy в номинации лучший рок-альбом The Resistance.
10 февраля 2013 Muse номинировались на премию Grammy в категориях «Лучший рок-альбом» The 2nd Law и «Лучшая песня в стиле рок» «Madness».
15 февраля 2016 года группа получила премию Grammy за победу в номинации «Лучший рок-альбом» (Drones).